# 시노즈카 잇페이
시노즈카 잇페이(일본어: イッペイ・シノヅカ, 1995년 3월 20일~)는 일본의 축구 선수이다.

## 구단 경력
그는 2017년 J1리그의 요코하마 F. 마리노스에 입단했다. 2018년에 J리그컵 준우승. 2019년 J2리그의 오미야 아르디자로 이적했다. 2020년까지 47경기에 출전하여, 7득점을 넣었다. 2021년 J1리그의 가시와 레이솔로 이적했다. 2022년 J2리그의 알비렉스 니가타에서 뛰었다.